# Rondeletia heterochroa
Rondeletia heterochroa är en måreväxtart som beskrevs av Ignatz Urban. Rondeletia heterochroa ingår i släktet Rondeletia och familjen måreväxter. Inga underarter finns listade i Catalogue of Life.